# Torstein Træen
Torstein Træen (Hønefoss, 16 juli 1995) is een Noorse wielrenner die sinds 2024 voor Bahrain-Victorious uitkomt. Op 20 september 2020 won Træen de derde etappe van de Poolse etappekoers Ronde van Małopolska.
Tijdens een dopingcontrole in begin 2022 werd door een oplettende controleur geconstateerd dat er afwijkende waarden in zijn bloed voorkwamen, die zouden kunnen wijzen op teelbalkanker. Na uitgebreid onderzoek was dit een juiste constatering van de dopingcontroleur. Halverwege juli van datzelfde jaar liet Træen weten dat hij behandeld was en volledig was genezen van de kanker.

## Overwinningen
2019
Bergklassement Ronde van Opper-Oostenrijk
2020
Bergklassement Ronde van Rhodos
3e etappe Ronde van Małopolska
2022
Bergklassement Ronde van de Alpen
2024
4e etappe Ronde van Zwitserland

## Resultaten in voornaamste wedstrijden
| Jaar | Ronde van Italië | Ronde van Frankrijk | Ronde van Spanje |
| ---- | ---------------- | ------------------- | ---------------- |
| 2020 |                  |                     |                  |
| 2021 |                  |                     |                  |
| 2022 |                  |                     |                  |
| 2023 |                  | 95e                 |                  |
| 2024 | opgave           |                     | 60e              |

| Jaar | Luik-Bast.‑Luik | Strade Bianche | Parijs-Tours |  | WK op de weg |
| ---- | --------------- | -------------- | ------------ |  | ------------ |
| 2020 |                 |                | 90e          |  | 84e          |
| 2021 |                 |                |              |  |              |
| 2022 |                 |                |              |  |              |
| 2023 | opgave          |                |              |  |              |
| 2024 |                 | 103e           |              |  |              |

### Resultaten in kleinere rondes
| Jaar | Tour Down Under | UAE Tour | Ronde van Catalonië | Ronde van de Alpen | Critérium du Dauphiné | Ronde van Zwitserland | Ronde van Guangxi |
| ---- | --------------- | -------- | ------------------- | ------------------ | --------------------- | --------------------- | ----------------- |
| 2020 |                 |          |                     |                    |                       |                       |                   |
| 2021 |                 |          |                     | opgave             |                       |                       |                   |
| 2022 |                 |          | 9e                  | 50e                |                       |                       |                   |
| 2023 |                 |          | 57e                 | 10e                | 8e                    |                       |                   |
| 2024 | opgave          | 29e      | 82e                 | 14e                |                       | (1)                   | 75e               |
| 2025 |                 | opgave   |                     |                    |                       |                       |                   |

## Ploegen
- 2015 –  Team Ringeriks-Kraft
- 2016 –  Team Ringeriks-Kraft
- 2017 –  Uno-X Hydrogen Development Team
- 2018 –  Uno-X Norwegian Development Team
- 2019 –  Uno-X Norwegian Development Team
- 2020 –  Uno-X Norwegian Development Team
- 2021 –  Uno-X Pro Cycling Team
- 2022 –  Uno-X Pro Cycling Team
- 2023 –  Uno-X Pro Cycling Team
- 2024 –  Bahrain Victorious
- 2025 –  Bahrain Victorious

Abrahamsen · Andersen · Blikra · Charmig · Dversnes · Eg · Gregaard · Gudmestad · Halvorsen · Hansen · Hindsgaul · Holter · Hulgaard · A. Johannessen · T. Johannessen · K. Kulset · S. Kulset · Larsen · Levy · Resell · Saugstad · A. Skaarseth · I. Skaarseth · Sleen · Tiller · Træen · Urianstad · Wærenskjold · Wærsted
Abrahamsen · Andersen · Bendixen · Blikra  · Blume Levy · Charmig · Dversnes · Eg · Fredheim · Gregaard · Gudmestad · Halvorsen · Hindsgaul · Holter · A. Johannessen · T. Johannessen · Kristoff · M. Kulset · S. Kulset · Larsen · Norman Leth · Resell · Sander Hansen · Skaarseth · Tiller · Træen · Urianstad · Wærenskjold
Arashiro · Arndt · Bauhaus · Bilbao · Bruttomesso · Buitrago · Buratti · Caruso · Govekar · Gradek · Haig · Kepplinger · Madan · Miholjević · Mohorič · Pasqualon · Pickering · Poels · Price-Pejtersen · Rajović · Scott · Stannard (vanaf 19/8) · Sütterlin · Tiberi · Træen · Tu · Wiśniowski (vanaf 1/3) · Wright · Zambanini · Skerl (stagiair) · van der Meulen (stagiair) · Van Mechelen (stagiair)
Arndt · Bauhaus · Bilbao · Bruttomesso · Buitrago · Buratti · Caruso · Ermakov · Eržen · Eulálio · Govekar · Gradek · Haig · Kepplinger · Martinez · Miholjević · Mohorič · Paasschens · Pasqualon · Pickering · Skerl · Stannard · Stockwell · Tiberi · Træen · Tu · van der Meulen · Van Mechelen · Wright · Zambanini